# 钟民 (1909年)
钟民（1909年—1998年3月31日），男，江西广昌人，中华人民共和国政治人物，曾任上海市人大常委会副主任，第二、三届全国人大代表、上海市總工會主席、上海市业余工业大学首任校長。